# Colpognathus helvus
Colpognathus helvus là một loài tò vò trong họ Ichneumonidae.